# Kornelija Horvat

Kornelija Horvat (Koprivnica, 22. prosinca 1886. - Hvar, 3. siječnja 1944.) - hrvatska katolička redovnica, sestra milosrdnica, žrtva jugoslavenskog komunističkog režima. Pokrenut je postupak beatifikacije s. Kornelije, zajedno s još šest susestara koje su bile žrtve mučeništva.
Rođena je kao Armina Horvat u Koprivnici 22. prosinca 1886. Roditelji joj potječu iz Gornje Rijeke kod Križevaca. U Družbu sestara milosrdnica sv. Vinka Paulskoga stupila je 1925. godine. Kornelija joj je redovničko ime. Prva joj je služba bila u dječjem vrtiću u Daruvaru od 1926. do 1927. godine. Poslije je premještena u Jelsu na otoku Hvaru 1927. godine, gdje je također bila učiteljica u vrtiću do kraja 1943. godine.
Zajedno s još šest građana, među kojima je bio i župnik don Jakov Račić, presudom Vojnog suda pri Komandi Srednjodalmatinskog otočnog područja osuđena je na smrtnu kaznu. Jedno je vrijeme bila zatočena u gradu Hvaru, u jednoj zgradi na Trgu sv. Stjepana, tek nekoliko desetaka metara od katedrale. Tamo su partizani običavali dovoziti svoje žrtve i odatle ih noću odvoditi na stratište. Partizanska straža izvršila je nad njom na hvarskom groblju smrtnu kaznu strijeljanjem 3. siječnja 1944. godine. Hvarski župnik i generalni vikar don Joško Šantić i Marinko Jurić Peretov pokrenuli su zahtjev za rehabilitaciju stradalnika 2003. godine.
U Jelsi u ulici Put Gospe postavljena joj je spomen-ploča 2014. godine na kući u kojoj je živjela, povodom 70. godišnjice njezine tragične smrti.
U Gospiću je gospićko-senjski biskup Zdenko Križić na 72. godišnjicu mučeničke smrti sestre Žarke Ivasić svečano otvorio postupak beatifikacije ili proglašenja mučeništva službenica Božjih sestre Žarke Ivasić i šest susestara mučenica (s. M. Kornelije Horvat, s. Lipharde Horvat, s. Geralde Jakob, s. Konstantine Mesar, s. Trofime Miloslavić i s. Blande Stipetić) iz Družbe sestara milosrdnica svetog Vinka Paulskoga – Zagreb, koje su stradale od komunističkog režima iz mržnje prema vjeri.